# Miss Côte d'Ivoire
 (juillet 2024).
La mise en forme du texte ne suit pas les recommandations de Wikipédia : il faut le « wikifier ».
Les points d'amélioration suivants sont les cas les plus fréquents. Le détail des points à revoir est peut-être précisé sur la page de discussion.
- Les titres sont pré-formatés par le logiciel. Ils ne sont ni en capitales, ni en gras.
- Le texte ne doit pas être écrit en capitales (les noms de famille non plus), ni en gras, ni en italique, ni en « petit »…
- Le gras n'est utilisé que pour surligner le titre de l'article dans l'introduction, une seule fois.
- L'italique est rarement utilisé : mots en langue étrangère, titres d'œuvres, noms de bateaux, etc.
- Les citations ne sont pas en italique mais en corps de texte normal. Elles sont entourées par des guillemets français : « et ».
- Les listes à puces sont à éviter, des paragraphes rédigés étant largement préférés. Les tableaux sont à réserver à la présentation de données structurées (résultats, etc.).
- Les appels de note de bas de page (petits chiffres en exposant, introduits par l'outil «  Source ») sont à placer entre la fin de phrase et le point final[comme ça].
- Les liens internes (vers d'autres articles de Wikipédia) sont à choisir avec parcimonie. Créez des liens vers des articles approfondissant le sujet. Les termes génériques sans rapport avec le sujet sont à éviter, ainsi que les répétitions de liens vers un même terme.
- Les liens externes sont à placer uniquement dans une section « Liens externes », à la fin de l'article. Ces liens sont à choisir avec parcimonie suivant les règles définies. Si un lien sert de source à l'article, son insertion dans le texte est à faire par les notes de bas de page.
- La présentation des références doit suivre les conventions bibliographiques. Il est recommandé d'utiliser les modèles {{Ouvrage}}, {{Chapitre}}, {{Article}}, {{Lien web}} et/ou {{Bibliographie}}. Le mode d'édition visuel peut mettre en forme automatiquement les références.
- Insérer une infobox (cadre d'informations à droite) n'est pas obligatoire pour parachever la mise en page.

Pour une aide détaillée, merci de consulter Aide:Wikification.
Si vous pensez que ces points ont été résolus, vous pouvez retirer ce bandeau et améliorer la mise en forme d'un autre article.
Pour les articles homonymes, voir Miss.
Miss Côte d'Ivoire est un concours de beauté féminin destiné aux jeunes ivoiriennes ayant un âge compris entre 17 ans révolus et 25 ans non révolus. Ce concours donne à la gagnante, un titre annuel de miss Côte d'Ivoire. Cette émission a été diffusée à la télévision à partir de l'édition 1985, ce concours existe cependant depuis 1956, année de la première édition et l'équipe actuelle est en place depuis 1996.

## Histoire
Créé en 1996, le comité d'organisation Miss Côte d'Ivoire (COMICI) est une association présidée par Victor Yapobi. Il est constitué d'un comité exécutif de 6 membres et de comités régionaux à travers toute la Côte d'Ivoire.
En 1956, Marthe Niankoury remporte la première couronne ivoirienne.
En 2002, 2008, 2009 et 2010, sous la supervision du secrétaire général du Comité Miss Côte d'Ivoire, le COMICI-EU a organisé des élections pour les Ivoiriennes de l'extérieur.
Depuis l'élection de Inès Da Sylva, Miss Côte d'Ivoire 2010, le comité d’organisation de Miss Côte d’Ivoire a décidé de sélectionner 12 Miss parmi les 33 Miss régionales, selon des critères physiques, d'élocution, de comportement et à la suite de tests de culture générale.
C'est ainsi que le jury et les téléspectateurs votent à 50 % chacun pour choisir les 5 finalistes parmi les douze candidates. Ensuite, seul le vote des téléspectateurs permet de classer les cinq finalistes restantes et de choisir la Miss Côte d’Ivoire ainsi que ses quatre dauphines.

## Règlement
La finale consiste à faire élire par un jury composé de personnalités artistiques (et de 2000 à 2010 avec en plus les votes des téléspectateurs) celle qui, pendant une année entière, portera le titre de « Miss Côte d'Ivoire ». Les candidates qui sont toutes des « Miss régionales », sont élues chacune lors des présélections régionales représentant les diverses régions de Côte d'Ivoire, lors de la finale nationale. NB : Seules la miss et la première dauphine participent à la finale. En cas de désistement au titre par l'une des récipiendaires, la dauphine peut alors occupée le titre précédent le sien.
Depuis l'élection de Miss Côte d'Ivoire 2010 :
Le comité d’organisation de Miss Côte d’Ivoire sélectionne 12 candidates parmi les 33 miss régionales en se basant sur des critères tels que le physique, l'élocution, le comportement, ainsi que les résultats obtenus lors de tests de culture générale. Par la suite, le jury et les téléspectateurs participent au vote à parts égales, soit 50 % chacun, pour déterminer les cinq finalistes parmi les douze candidates retenues. Enfin, seul le vote des téléspectateurs détermine le classement des cinq finalistes et désigne la Miss Côte d’Ivoire ainsi que ses quatre dauphines.
Pour devenir Miss Côte d’Ivoire, il faut impérativement :

Être née de sexe féminin, de nationalité ivoirienne ;

Avoir un âge compris entre 17 ans révolus et 25 ans non révolus;

Mesurer au minimum 1,68 m ;

Être sans enfant ;

Avoir un casier judiciaire vierge ;

Avoir un niveau scolaire équivalent à une classe de seconde.
Il ne faut pas :

Avoir posé partiellement ou totalement dénudée ;

Être tatouée (sauf tatouage discret) et/ou percée (excepté aux oreilles) ;

Être mariée, divorcée ou veuve ;

Avoir eu recours à la chirurgie plastique (excepté la chirurgie réparatrice) ;

Avoir fait de la prostitution ;

Fumer en public.

## Liste des Miss Côte d'Ivoire
1956 : Marthe Niankoury 
1965 : Monique Kessié
1985 : Rose-Armande Oulla 
1986 : Marie-Françoise Kouamé 
1987 : Georgette Bailly
1988 : Cecilia Valentin 
1989 : Muriel Edoukou 
1993 : Lydie Aka
1996 : Hermine Mimi 
1997 : Aicha Rami Kéïta 
1998 : Leticia N'cho 
1999 : Sylviane Dodoo
2000 : Linda Delon
2001 : Nadia Gaëlle Yoboué 
2002 : Yannick Azébian 
2004 : Tania Kessié 
2005 : Sery Dorcas

2006 : Alima Diomandé 

2007 : Bernadette N’zi

2008 : Murielle-Claude Nanié

2009 : Rosine Dacoury

2010 : Inès Da Sylva
2011 : Betty Kouadio
2012 : Hélène-Valérie Djouka
2013 : Aissata Dia
2014 : Yéo Jennifer
2015 : Andréa Kakou N'Guessan
2016 : Esther Memel
2017 : Mandjalia Gbane
2018 : Suy Fatem
2019 : Tara Gueye
2020 : Marilyne Kouadio
2021 : Olivia Yacé
2022 : Marlène Kouassi
2023 : Mylène Djihony,
2024 : Diamala Marie-Emmanuelle,
2025 :  Fatima Koné

## Représentation de la Côte d'Ivoire aux concours de beauté internationaux
- 2021 : Olivia Yacé (Élue 2e DAUPHINE)[10]